# Улан-Зуха (река, приток Улан-Зухи)
Улан-Зуха (калм. Улан Зуух) — пересыхающая река в Ики-Бурульском районе Калмыкии, левый приток балки Улан-Зуха. Берёт начало примерно в 9 километрах к северу от посёлка Маныч. Течёт преимущественно с востока на запад, впадает в балку Улан-Зуха чуть ниже посёлка Кевюды.
Длина реки — 38 км, площадь водосбора — 249 км.
В долине реки и в непосредственной близости от неё расположены населённые пункты Джеджикины, Цаган Ташу и Кевюды.

## Этимология
Название балки является двусоставным. Слово калм. Улан является прилагательным с основным значением «красный, алый; румяный». В качестве составной части топонима слово «улан», вероятно, связано с цветом грунта. Вторая часть названия является искажением от калм. Зуух — существительного, имеющего в монгольских языках значение — со значением «печь, печка; очаг; яма для разведения огня».
Авторами статьи «Топонимы в фольклорном контексте калмыков» топоним Улан-Зуух переведен как «красное русло».

## Данные водного реестра
По данным государственного водного реестра России относится к Донскому бассейновому округу, водохозяйственный участок реки — Маныч от истока до Пролетарского гидроузла, без рек Калаус и Егорлык, речной подбассейн реки — бассейн притоков Дона ниже впадения Северского Донца. Речной бассейн реки — Дон (российская часть бассейна).
Код объекта в государственном водном реестре — 05010500712107000016309.

## Бассейн
- Улан-Зуха
  - балка Арадык — (лв)[7]
  - балка Малая Адрынта — (лв)[2]
  - балка Большая Адрынта — (лв)[2]
  - балка Хундула — (лв)[2]